# Glypta magnifica
Glypta magnifica là một loài tò vò trong họ Ichneumonidae.